# Cylinder van Troffa
Cylinder van Troffa – powieść Janusza Andrzeja Zajdla z nurtu tzw. fantastyki socjologicznej. Wydana po raz pierwszy przez wydawnictwo Czytelnik w 1980 r. w serii „Z kosmonautą”.
Utwór wykazuje w fabule podobieństwa do Wehikułu czasu H.G. Wellsa i do Powrotu z gwiazd Stanisława Lema, poruszając kwestie m.in. długofalowego rozwoju społeczeństwa, przeludnienia, eugeniki, paradoksu bliźniąt oraz społeczności izolowanych. Zawiera również wątek romantyczny.
W roku 1980 autor otrzymał za niego nagrodę Ministra Kultury i Sztuki.

## Opis fabuły
Akcja powieści rozpoczyna się momencie, gdy grupa kosmonautów powraca z dalekiej wyprawy z liczącym przeszło 100 lat opóźnieniem. Przed lądowaniem na Ziemi, kosmonauci nawiązują łączność z podziemną kolonią ludzką na Księżycu. Po wylądowaniu, zostają tam częściowo ubezwłasnowolnieni i stopniowo odkrywają, że w kolonii panuje totalitarny ustrój. Populacja jest ściśle określona, dlatego poczęcie dziecka wymaga pozwolenia, a osoby w wieku 60 lat są poddawane eutanazji, nazywanej "emeryturą". Buntownicy są karani wysłaniem na Ziemię, o której wiadomo tylko tyle, że panują tam złe dla ludzi warunki życia.
Z pomocą kolegów, główny bohater powieści przygotowuje plan ucieczki na Ziemię i sfingowawszy swoją śmierć, porywa statek kosmiczny. Z macierzystej planety chce ściągnąć ratunek dla kolegów. Zamierza tam również odszukać swoją ukochaną, czekającą na niego w tytułowym cylindrze zbudowanym przez prof. Van Troffa. Jest to niewielka komora, która zakrzywia czasoprzestrzeń, wywołując w swoim wnętrzu dylatację czasu. W efekcie jeden rok na zewnątrz trwa w cylindrze zaledwie pięć sekund. Efekt ten zostaje osiągnięty poprzez "skupienie" pola grawitacyjnego Ziemi. Ukochana bohatera miała na niego czekać w cylindrze, by nie zestarzeć się i  by ich miłość nie padła ofiarą paradoksu bliźniąt.
Po przylocie na Ziemię bohater odkrywa, iż znikła cała roślinność. Ziemię pokrywają tzw. płytki Grilla - ogromny system ogniw słonecznych produkujących prąd oraz żywność (drogą fotosyntezy). Dociera również do miasta, którego opis sugeruje Warszawę. Życie w mieście jest całkowicie zautomatyzowane, a jego mieszkańcy to agresywni degeneraci, którzy nie muszą pracować, bo żywność i odzież zapewniają im roboty. Miasto ma kilka historycznych poziomów, bo budowano je coraz wyżej w górę. W efekcie poszukiwany cylinder znajduje się na najniższym poziomie i bohater musi znaleźć sposób, by do niego dotrzeć.  
Krążąc po mieście poznaje jego mieszkańców. Centrum zamieszkują tzw. gnyple, czyli agresywna męska młodzież. Na obrzeżach żyją zgredy, czyli starcy. Gnyple prześladują starców, bo obwiniają ich o obecny stan, w którym znalazła się ludzkość. Trzecia grupa to docenci - naukowcy, którzy schronili się w podziemnym bunkrze i co jakiś czas się hibernują, by móc obserwować rozwój ludzkości w szerszej perspektywie czasowej. Od naukowców bohater dowiaduje się, w jaki sposób ludzkość uległa degradacji.
Otóż w XXI wieku uznano, że ludzkości grozi przeludnienie. Dlatego rozpylono środki chemiczne wywołujące niepłodność. Na prokreację pozwalano tylko 10 proc. ludzi, którzy mieli najwyższy współczynnik inteligencji oraz najlepsze geny. Okazało się jednak, że chemikalia nie zadziałały na część ludzkości obciążoną mutacjami genetycznymi, skłonnością do agresji oraz debilizmem. W następnych pokoleniach obie grupy rozrosły się tworząc podzielone społeczeństwo, natomiast niepłodni średniacy wymarli. Ze względu na kontrast społeczny epokę tę nazwano Rozszczepieniem.
Obawiając się, że ludzkości grozi zagłada, część ludzi o najlepszym materiale genetycznym wysłano na Księżyc, gdzie mieli przeczekać zagładę życia na Ziemi. W tym samym czasie na Ziemi rozpylono inny środek, sprawiający, że 99 proc. rodzących się dzieci to chłopcy. Tą metodą próbowano doprowadzić do wymarcia ludzi w kilku pokoleniach. Niestety, w warunkach życia w tunelach i przy obniżonej grawitacji osadnicy na Księżycu ("lunacy") ulegli degeneracji, która w warunkach ziemskiej grawitacji uniemożliwia choćby poruszanie się.

Tak więc wybrańcy ukryli się w swej arce, zsyłając potop na pozostałych. Trzeba przyznać, że ten potop nie miał cech gwałtownego kataklizmu. Nikogo nie pozbawiono prawa do życia - wręcz przeciwnie: pozostawiono działające, obliczone na wiele lat samoczynnego funkcjonowania urządzenia dostarczające żywność(...)

Uświadomiwszy sobie, iż ludzkość zmierza ku zagładzie, bohater próbuje znaleźć ukochaną. Dociera do cylindra van Troffa, ale ten jest pusty. W pobliżu znajduje jednak młodą kobietę, łudząco podobną do swej miłości. Potem dowiaduje się jednak, iż jest ona "klonem" (Zajdel nie używa jeszcze tego słowa) ukochanej, która opuściła cylinder, bo nie wiedziała, czemu powrót bohatera się opóźnia. Kobietę w opłakanym stanie znalazł jeden z docentów, który ją sklonował, by móc sprzedawać klony gnyplom, pozbawionym dostępu do wystarczającej liczby kobiet.
Dowiedziawszy się, że nigdy nie znajdzie ukochanej, bohater zamyka się w cylindrze. Chce przenieść się w przyszłość, by zdobyć technologię pozwalającą odwrócić bieg czasu w cylindrze i przenieść się do chwili, gdy wyruszał w kosmos. Tysiąc lat później na wyludnioną Ziemię przybywają ludzie, którzy przetrwali w jednej z odległych kolonii na planecie Filii. W toku prac archeologicznych odkrywają prawdę o zagładzie swoich przodków i o cylindrze z dziennika bohatera. Uświadamiają sobie, że on może nadal żyć, i nazywają go "Nieśmiertelnym".

(...) cylinder van Troffa jest pokusą przekraczającą zdolność oporu normalnego człowieka. Tym bardziej człowieka pozbawionego jakichkolwiek perspektyw i złudzeń co do teraźniejszości.

### Wydania polskie
- Kurier Szczeciński, nry 209-291/1978
- Czytelnik, Warszawa 1980, ISBN 83-07-00111-0 (Seria „Z kosmonautą”)
- KAW, Katowice 1990, ISBN 83-03-02936-3
- Prószyński i S-ka, Warszawa 2000, ISBN 83-7255-678-4 (Dzieła zebrane, tom I)
- SuperNowa, 2008, ISBN 978-83-7578-003-1
- Aleksandria, 2010, książka mówiona, czytają: Łukasz Nowicki, Leszek Filipowicz i Roch Siemianowski, ISBN 978-83-603-1338-1
- BookRage 2013, e-book, ISBN 978-83-644-1621-7

### Wydania obcojęzyczne
- bułgarskie
  - Цилиндърът на ван Троф, tłum. Lina Wasilewa, Georgi Bakałow, Warna 1983 (Galaktika)
- czeskie
  - Vynález profesora van Troffa, tłum. Helena Stachová, Praha 1983 (Mlada fronta)